# Imperiul Galic
Imperiul Galic a reprezentat în secolul al III e.n. o formațiune politică desprinsă din Imperiul Roman pe fondul Crizei din secolul al III-lea. Imperiul Galic cuprindea următoarele provincii istorice ale Imperiului Roman: Galia, Hispania, Britania și o parte din Germania Magna.